# Mont des Cats (queso)

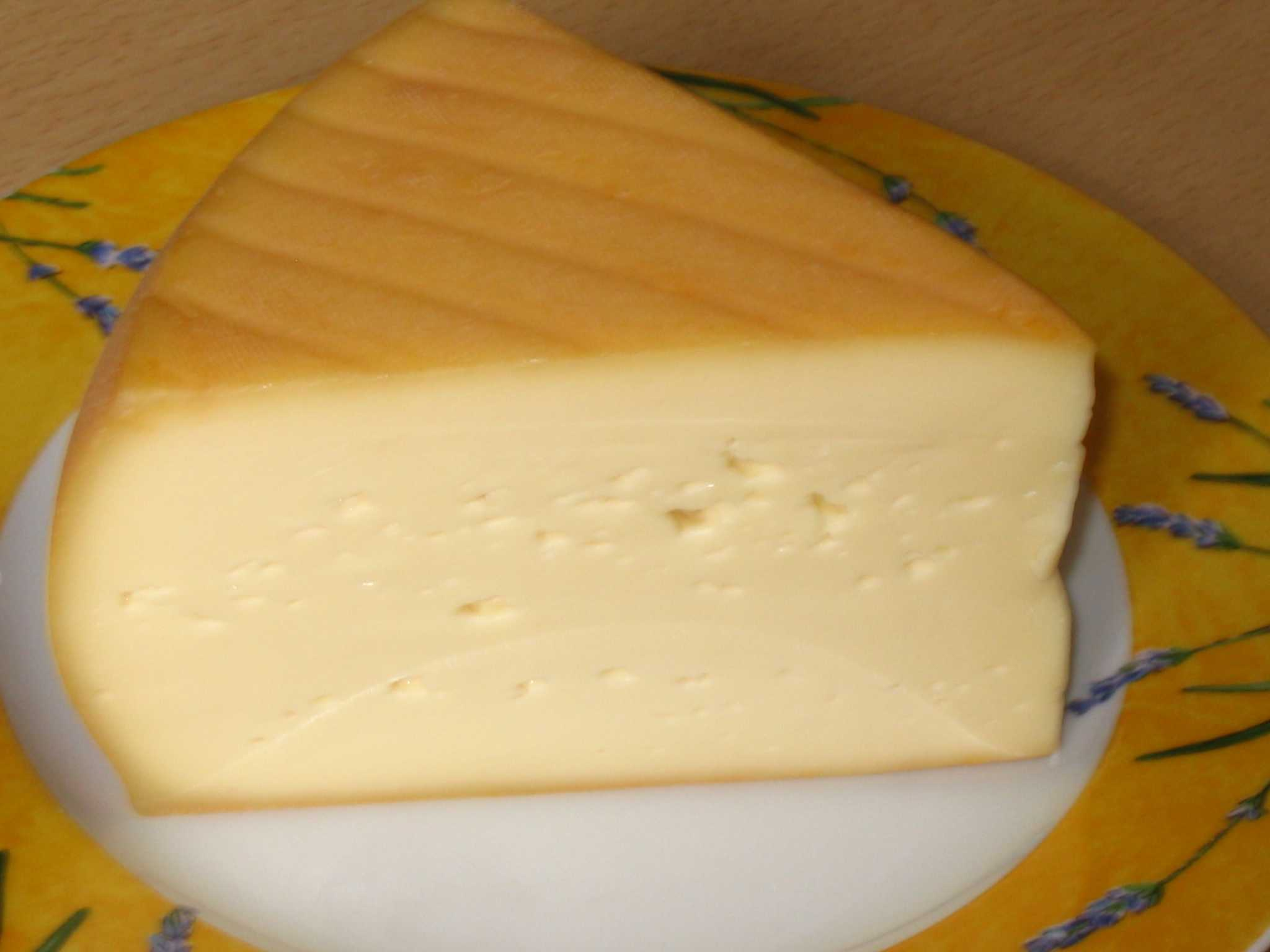
Queso Mont des Cats.

El queso producido en la abadía de Mont des Cats es un queso de pasta blanda con piel lavada hecho a partir de leche cruda de vaca.

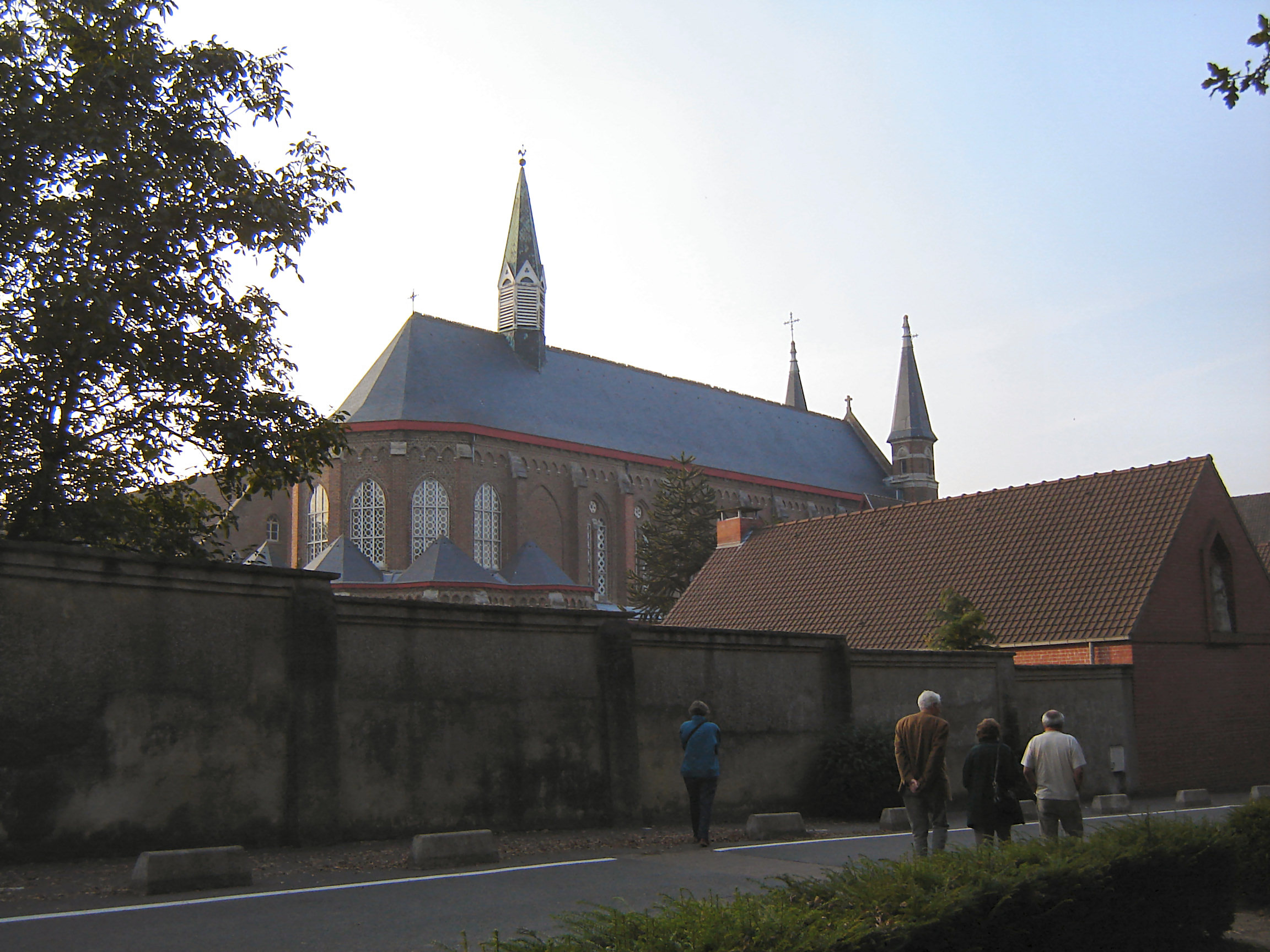
Iglesia de la abadía.

La abadía de Mont des Cats, cerca del pueblo de Godewaersvelde, en Flandes, fue fundada en 1826. Subsistió de forma autónoma, al igual que otras abadías de monjes trapenses, gracias a su granja. De la leche del rebaño, en 1890 se empezó a producir queso para apoyar a la comunidad. El queso artesano se elaboraba usando la receta del Port-salut, seguramente siguiendo las instrucciones de algún monje trasladado. Pronto este queso disfrutó de cierto éxito en la región, y los monjes tuvieron que comprar la leche a las granjas vecinas. El queso fue un éxito desde su nacimiento, y fue premiado en el Concours Général agricole de París en 1892, 1888 y 1889.
Actualmente, se produce con métodos modernos en una pequeña quesería independiente con leche de las granjas vecinas. Durante la maduración se baña con salmuera teñida con "rocou", un extracto rojizo de semillas de bixa. La piel fina, coriacéa y naranja cubre un interior amarillo pálido, elástico y flexible. En la zona se toma de buena mañana con café.
La producción anual es de 220 toneladas y está destinada principalmente a Nord-Pas de Calais, y en menor medida a Bélgica y la región de París.